# Demi-pointes

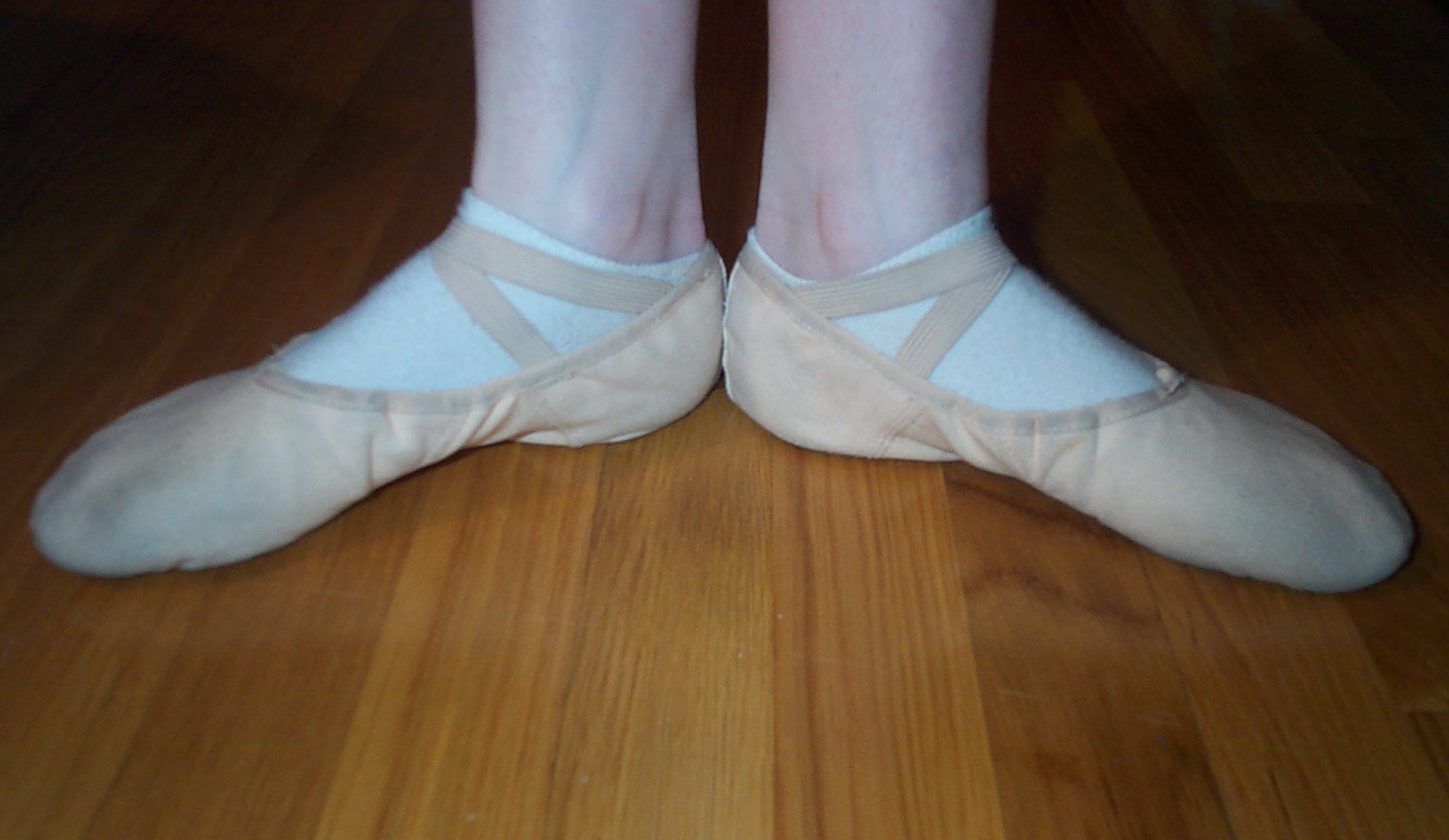
1. Demi-pointes

Les demi-pointes sont des chaussons de danse. Ils sont de couleur rose, beige, noire ou blanche pour la danse classique, noire pour le modern jazz mais le port de chaussons en modern jazz n'est pas obligatoire. Les hommes remplacent généralement les chaussons roses par des blancs ou des noirs.
Ces chaussons sont en cuir ou en toile. On y coud des élastiques afin qu'ils tiennent au pied.
On peut également trouver des demi-pointes en toile à semelle entière ou bi-semelle. De plus, certaines danseuses portent des demi-pointes en satin de couleur blanche ou rose ou encore saumon.
Les demi-pointes en cuir à semelle entière sont surtout utilisées dans les petites classes, pour obliger les petites à « sortir » leur cou-de-pied. Dans les classes plus avancées, les danseuses utilisent les demi-pointes en toile avec bi-semelle qui épousent mieux le contour du pied.

De nouveaux modèles ont été conçus pour la danse classique mais surtout pour le modern jazz, qui comportent des parties élastiques (Fig. 2).

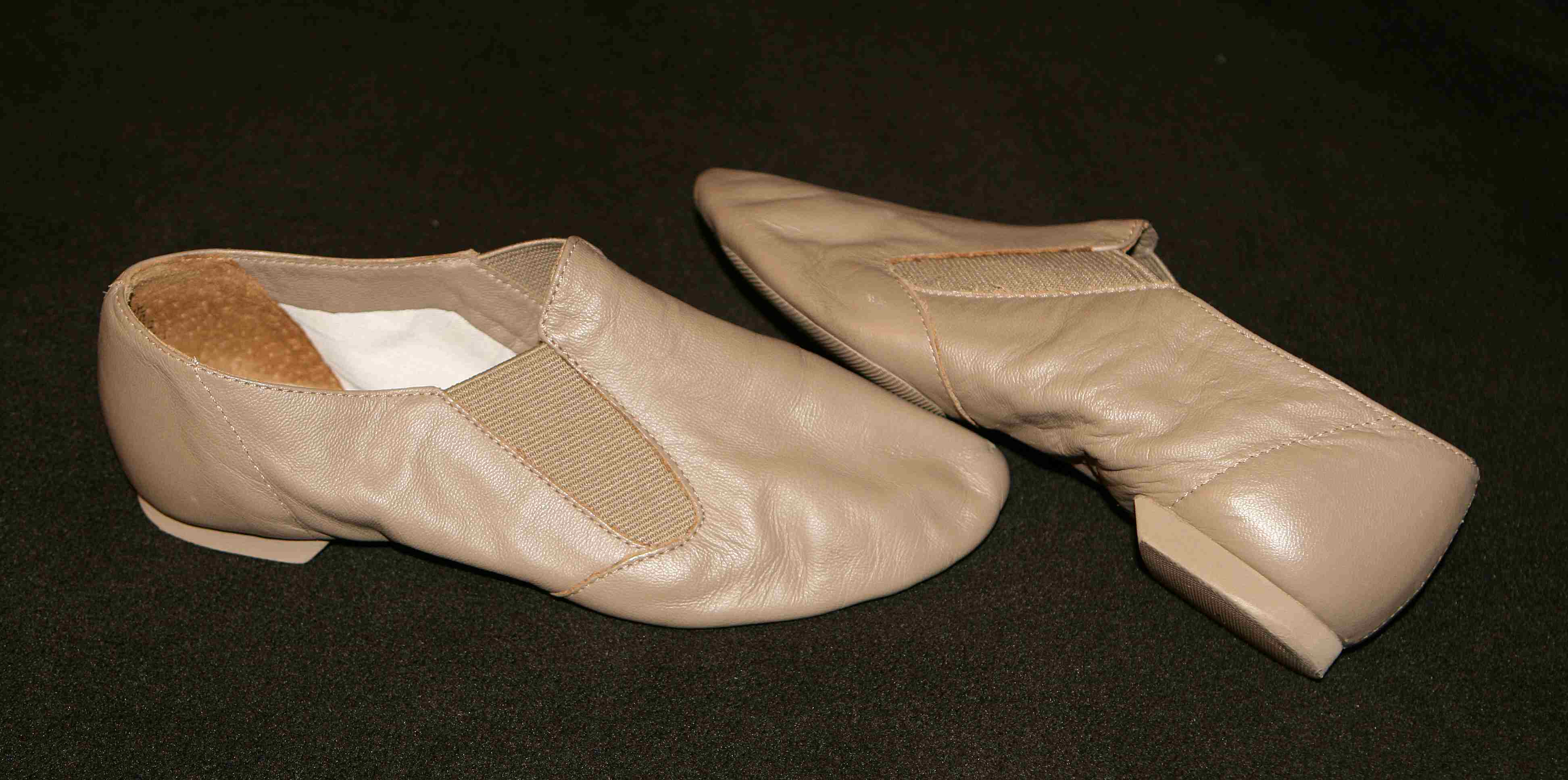
2. Chaussons de modern jazz